# Oswald Heddaeus
Oswald Heddaeus (* 6. Mai 1912 in Hamburg; † 12. Mai 2006 ebenda) war ein deutscher Richter.

## Leben
Heddaeus besuchte das Wilhelm-Gymnasium. Nach dem Abitur studierte er an der Eberhard Karls Universität Tübingen und der Friedrich-Schiller-Universität Jena Rechtswissenschaft. Er wurde am 30. April 1932 im Corps Thuringia Jena recipiert und zeichnete sich als Consenior aus. Er wurde zum 
Dr. iur. promoviert. Im Zweiten Weltkrieg diente er als Offizier bei der Kriegsmarine. Er war Richter am Hanseatischen Oberlandesgericht. 1967 wurde er zum Bundesrichter am Bundesverwaltungsgericht in Berlin ernannt. Er starb kurz nach seinem 94. Geburtstag und wurde am 19. Mai 2006 auf dem Friedhof Ohlsdorf beerdigt. Die Grabrede hielt Hans-Hinrich Hollburg, Richter am Hanseatischen Oberlandesgericht.

„Heddaeus war Thuringia, Thuringia war Heddaeus.“